# Dammagletscher
Dammagletscher – lodowiec o długości 2 km (2005 r.) i powierzchni 5,09 km² (1973 r.).
Lodowiec położony jest w Alpach Urneńskich w kantonie Uri w Szwajcarii.

## Galeria

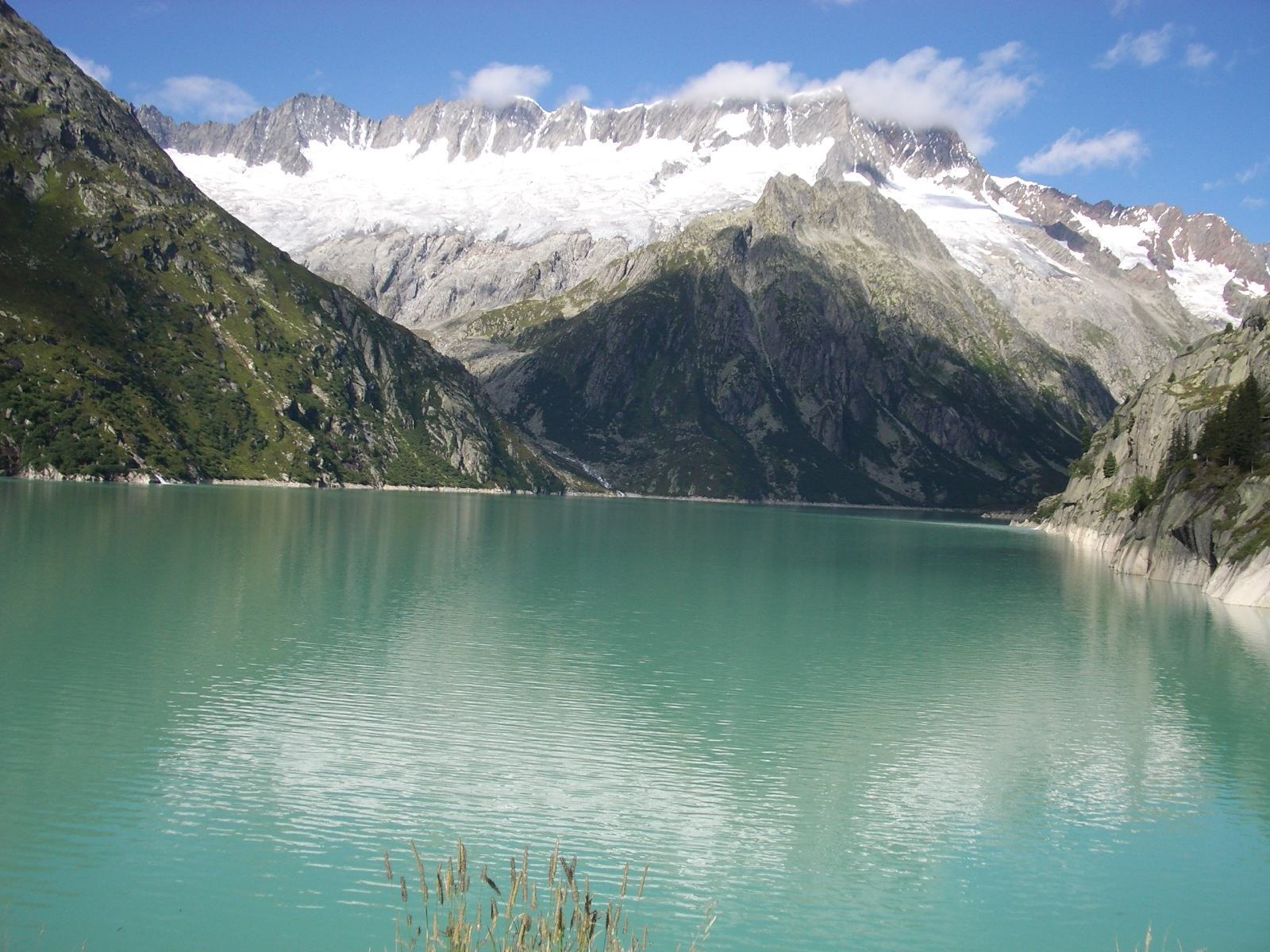
Dammagletscher i jezioro Göscheneralp
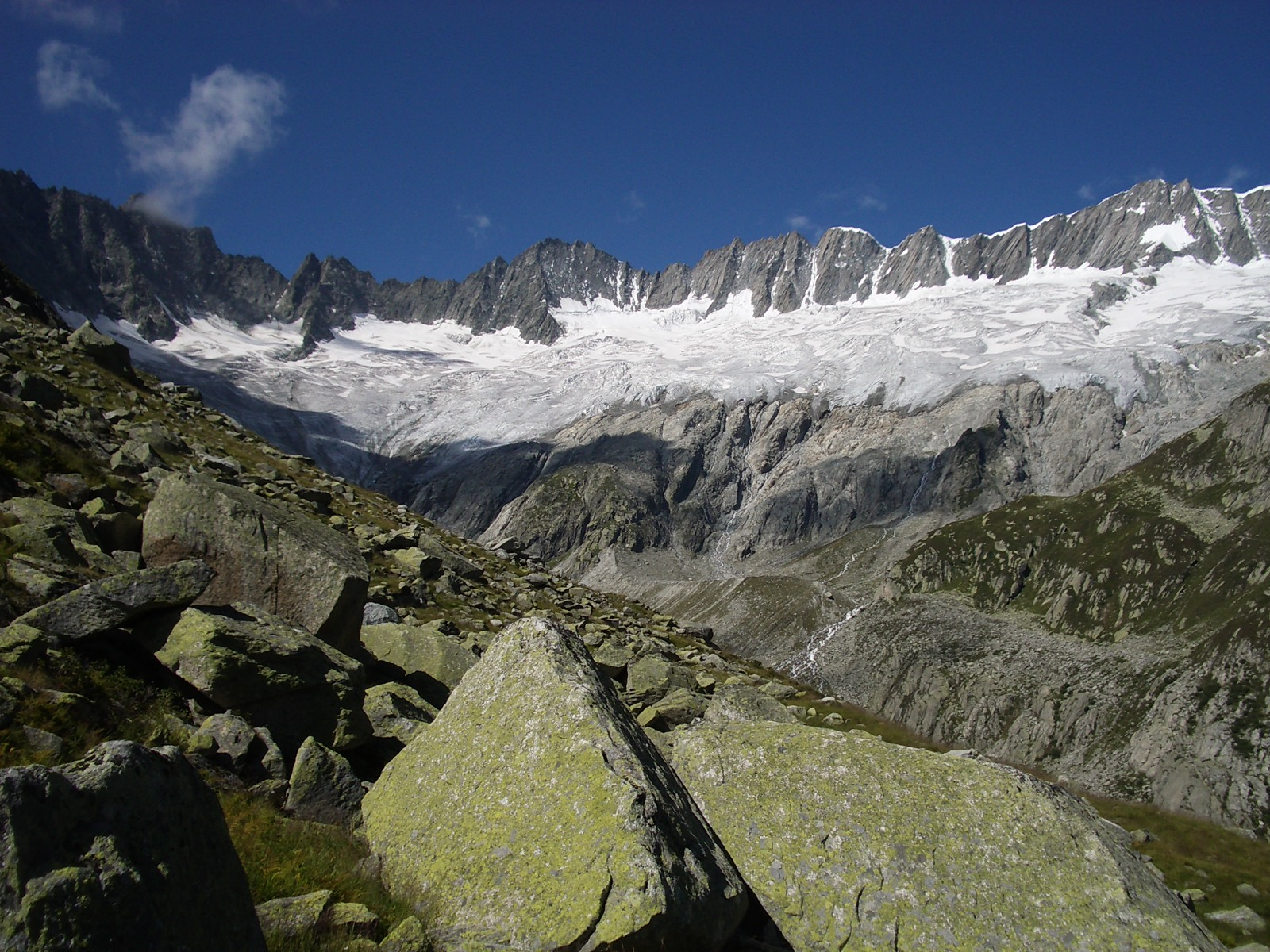
Dammagletscher
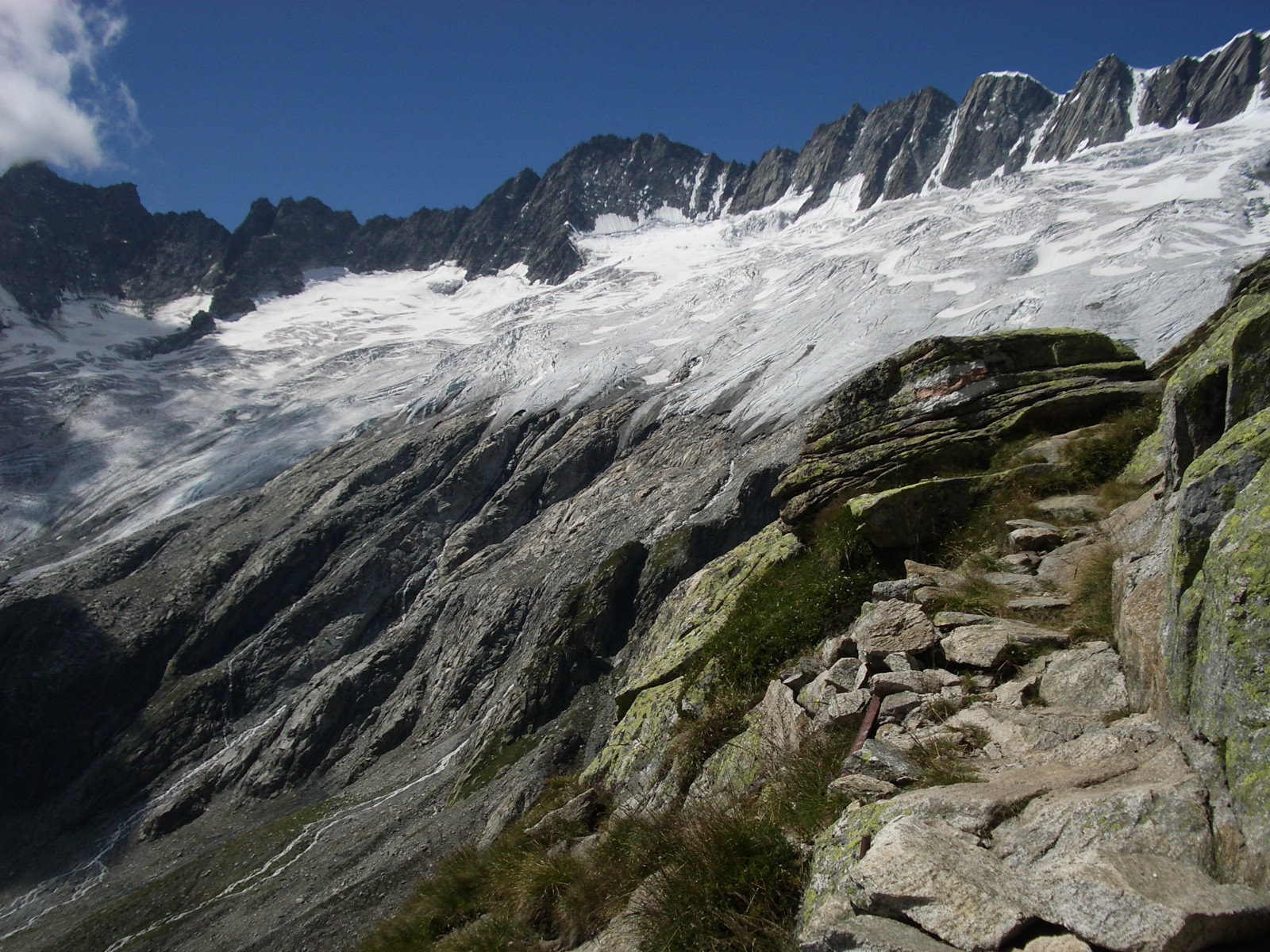
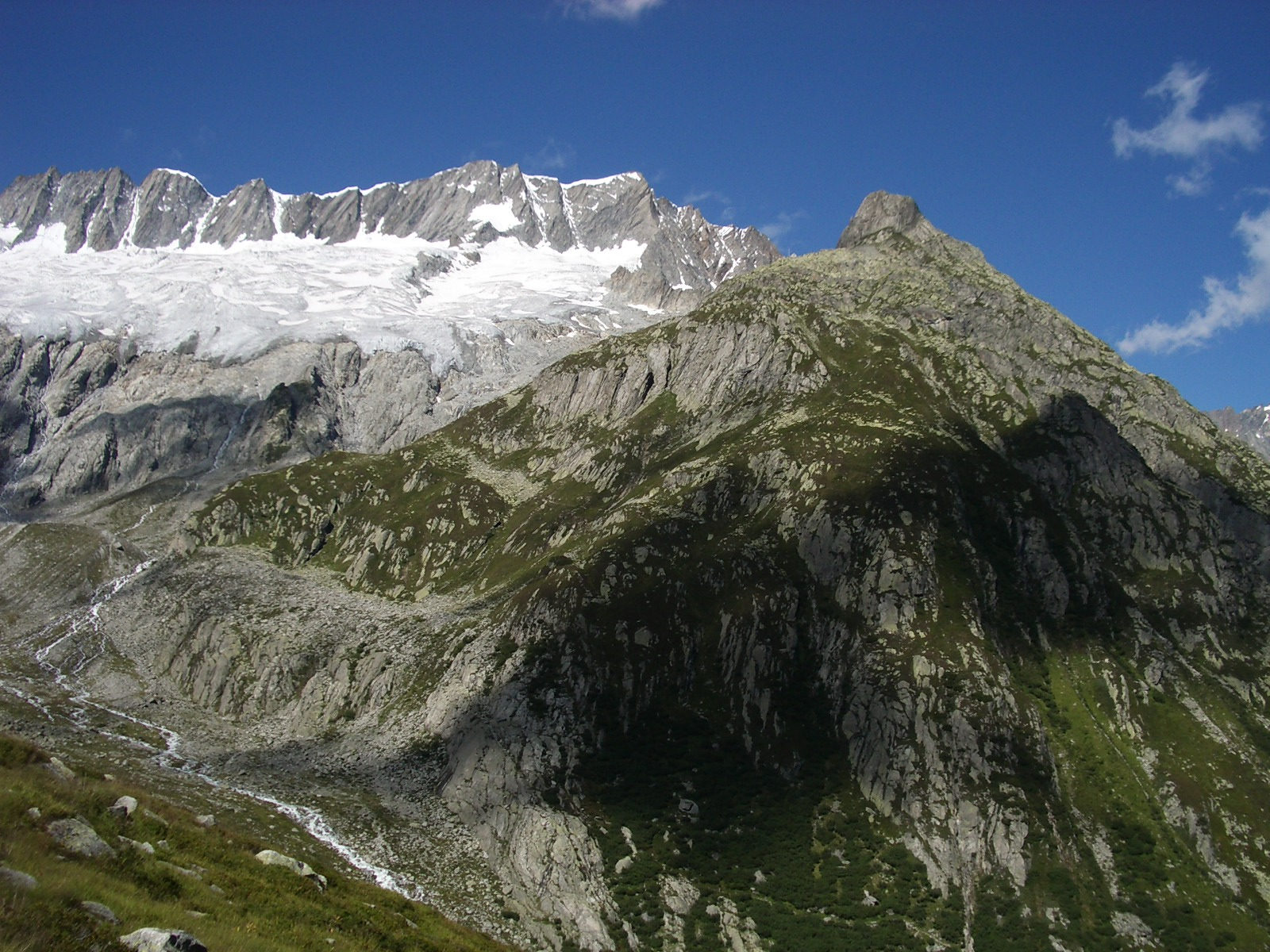